# Фиалка белая
Фиа́лка белая (лат. Viola alba) — вид двудольных растений рода Фиалка (Viola) семейства Фиалковые (Violaceae). Впервые описан ботаником Вилибальдом Готлибовичом Бессером.

## Ботаническое описание
Многолетнее травянистое растение высотой 5-10 см с ползучими корневищами. Столоны длинные, тонкие, ползучие, приподнятые над землей и слабо укореняющиеся. Цветоносные стебли отсутствуют.
Листья прикорневые, розеточные, до 10 см длиной и 4 см шириной, продолговато-яйцевидные до широкояйцевидных и треугольно-яйцевидных, глубокосердцевидные у основания, с узкой выемкой между лопастями, суженные к верхушке и тупые или туповатые, по краю неглубоко городчатые до цельнокрайних, опушенные длинными, жесткими, белыми волосками, реже почти голые, густо зеленые. Черешки жестковолосистые. Прилистники узколинейно-ланцетные, длинные, расставлено и длинно бахромчатые, по краю реснитчатые. Листья вегетативных побегов чаще почти треугольные, более короткие, с широкой выемкой между лопастями основания.
Одиночный цветок 5-2 см длиной, душистые, с обратнояйцевидными или почти округлыми, белыми, фиолетовыми, реже пестрыми лепестками. Боковые лепестки слабо бородчатоопушенные. Нижний и боковые лепестки расположены под острым углом. Шпорец около 0, 5 см длиной, сжатый с боков, тупой, слегка изогнутый на верхушке, зеленоватый или фиолетовый. Цветоножки обычно немного длиннее листьев, с мелкими прицветниками, расположенными около их середины или несколько выше ее. Цветет в апреле-мае. Растение устойчиво к заморозкам до −23 °C. Число хромосом: 2n = 20.

## Распространение и среда обитания
Произрастает на известковых глинистых почвах в теплых, но тенистых местах.
Растение встречается от Северной Африки (Марокко, Алжир и Тунис) до Европы и Юго-Западной Азии. Основная территория расположена в северном Средиземноморье и простирается на север до Верхнего Рейна, а также от Балканского полуострова до Нижней Австрии. Единственное местообитание полностью изолированное существует на острове Эланд.